# Língua desiya
Desiya, também chamada desia odia ou koraputi odia ou  oriá noroeste, é uma língua indo-ariana sociolinguisticamente  considerada como um dialeto da língua oriá) falada nos distritos de Koraput, Nabarangpur, Rayagada, Malkangir e partes do distrito de Kalahandi  de Orissa e nas regiões montanhosas de Distritos deVisagapatão e Vizianagaram  de Andhra Pradesh. A variante falada em Koraput é chamada Koraputia. Desiya atua como língua franca entre outros grupos étnicos na área.
Desia é o principal continuum de dialeto tribal e não tribal regional do distrito de Koraput da região sudoeste de Odisha, de acordo com a Pesquisa Linguística da Índia publicada para o então estado de Orissa (Odisha) em 2002.

## Fonologia
A variedade desia tem 21 fonemas consonantais, 2 fonemas semivogais e 6 fonemas vocálicos.
|         | Anterior | Central | Posterior |
| ------- | -------- | ------- | --------- |
| Fechada | i        |         | u         |
| Medial  | e        |         | o         |
| Aberta  |          | a       | ɔ         |

Não há vogais longas em desia, assim como no oriá padrão.
|                     |                     | Labial | Alveolar /Dental | Retroflexa | Palatal | Velar | Glotal |
| ------------------- | ------------------- | ------ | ---------------- | ---------- | ------- | ----- | ------ |
| Nasal               | Nasal               | m      | n                |            |         | ŋ     |        |
| Oclusiva/ Africada  | Surda               | p      | t                | ʈ          | tʃ      | k     |        |
| Oclusiva/ Africada  | Aspirada            |        |                  |            |         |       |        |
| Oclusiva/ Africada  | Sonora              | b      | d                | ɖ          | dʒ      | ɡ     |        |
| Oclusiva/ Africada  | Sonora Aspirada     |        |                  |            |         |       |        |
| Fricativa           | Fricativa           |        | s                |            |         |       | ɦ      |
| Vibrante            | Vibrante            |        | ɾ                | ɽ~ɽʰ       |         |       |        |
| Lateral aproximante | Lateral aproximante |        | l                |            |         |       |        |
| Aproximante         | Aproximante         | w      |                  |            | j       |       |        |

Desia mostra perda de consoantes aspiradas surdas e sonoras, bem como consoantes retroflexas, como nasal retroflexa não aspirada e aspirada ɳ (ଣ) e aproximante lateral retroflexa sonora [ɭ] (ଳ) que estão presentes no oriá padrão.